# Moran Town
Moran Town è una suddivisione dell'India, classificata come census town, di 6.784 abitanti, situata nel distretto di Dibrugarh, nello stato federato dell'Assam. In base al numero di abitanti la città rientra nella classe V (da 5.000 a 9.999 persone).

## Geografia fisica
La città è situata a 27° 11' 03 N e 94° 55' 60 E.

## Società

### Evoluzione demografica
Al censimento del 2001 la popolazione di Moran Town assommava a 6.784 persone, delle quali 3.622 maschi e 3.162 femmine. I bambini di età inferiore o uguale ai sei anni assommavano a 672, dei quali 375 maschi e 297 femmine. Infine, coloro che erano in grado di saper almeno leggere e scrivere erano 5.671, dei quali 3.099 maschi e 2.572 femmine.